# Qiling
Qiling is een stad in China. De stad heeft circa 72.345 inwoners. De stad is op de lengtegraad 112 en op de breedtegrad 34. Qiling ligt 62 m boven van de zeespiegel. Qiling ligt in de provincie Henan.